# Bellsbank
Bellsbank är en by i East Ayrshire i Skottland. Byn är belägen 104,7 km 
från Edinburgh. Orten har 1 270 invånare (2016).